# Merkenbrechts
Merkenbrechts ist eine Ortschaft und eine Katastralgemeinde der Marktgemeinde Göpfritz an der Wild im Bezirk Zwettl in Niederösterreich. Die Ortschaft hat 168 Einwohner (Stand 1. Jänner 2024). Bis Ende 1970 war Merkenbrechts eine eigenständige Gemeinde.

## Geschichte
Laut Adressbuch von Österreich waren im Jahr 1938 in der Ortsgemeinde Merkenbrechts zwei Gastwirte, ein Gemischtwarenhändler, ein Schmied, ein Schuster und zahlreiche Landwirte ansässig.
Mit 1. Jänner 1971 wurden im Zuge der Niederösterreichischen Kommunalstrukturverbesserung die bis dahin selbständigen Gemeinden Breitenfeld, Kirchberg an der Wild, Merkenbrechts, Scheideldorf, Schönfeld und Weinpolz nach Göpfritz an der Wild eingemeindet.

## Siedlungsentwicklung
Zum Jahreswechsel 1979/1980 befanden sich in der Katastralgemeinde Merkenbrechts insgesamt 101 Bauflächen mit 60.785 m² und 84 Gärten auf 35.800 m², 1989/1990 gab es 118 Bauflächen. 1999/2000 war die Zahl der Bauflächen auf 201 angewachsen und 2009/2010 bestanden 87 Gebäude auf 205 Bauflächen.

## Bodennutzung
Die Katastralgemeinde ist landwirtschaftlich geprägt. 674 Hektar wurden zum Jahreswechsel 1979/1980 landwirtschaftlich genutzt und 921 Hektar waren forstwirtschaftlich geführte Waldflächen. 1999/2000 wurde auf 705 Hektar Landwirtschaft betrieben und 886 Hektar waren als forstwirtschaftlich genutzte Flächen ausgewiesen. Ende 2018 waren 634 Hektar als landwirtschaftliche Flächen genutzt und Forstwirtschaft wurde auf 928 Hektar betrieben. Die durchschnittliche Bodenklimazahl von Merkenbrechts beträgt 23,7 (Stand 2010).